# Редукция гласных в английском языке
Некоторые гласные звуки в английском языке сильно связаны с отсутствием ударения: они встречаются практически только в безударных слогах; верно и обратное: большинство (хотя и не все) безударных слогов содержат один из этих звуков. Такие гласные называются редуцированными и обычно являются краткими и принадлежат к гласным среднего ряда. Точный набор редуцированных гласных зависит от диалекта и конкретного носителя, основные и самые главные примеры описаны ниже.

## Шва и эризованный шва
Шва — самый распространённый редуцированный гласный в английском языке. Он может быть изображён орфографически любой гласной буквой, например, a в about, e в synthesis, o в harmony, u в medium, i в decimal и y в syringe (хотя в последних двух примерах буквы часто произносятся как ненапряжённые гласные верхнего подъёма среднего ряда).
Во многих диалектах существует эризованный шва, [ɚ], например, в словах water и standard (в других диалектах на тех же местах стоит обычный, неэризованный шва). Эризованный шва может быть разобран фонематически как /ər/.

## Редуцированные неогублённые гласные верхнего подъёма
В некоторых диалектах английского языка существует различие между двумя подъёмами редуцированных гласных: кроме шва, есть такие звуки, как ненапряжённый неогублённый гласный среднего ряда верхнего подъёма [ɪ̈] (эквивалентная запись — [ɨ̞]). Согласно британской фонетической традиции, последний звук записывается символом /ɪ/, а согласно американской — /ɨ/. Пример минимальной пары, противопоставляющей гласный в слове Rosa’s гласному в слове roses: a в Rosa’s обозначает звук шва, тогда как e в roses (для носителей, различающих эти два звука) обозначает ненапряжённый гласный верхнего подъёма.
Среди носителей, различающих эти звуки, использование шва и [ɪ̈] довольно вариативно, и во многих случаях они могут свободно варьироваться: буква i в decimal, например, может быть произнесена и так, и так. Издательство Оксфордского университета в некоторых словарях использует uses the non-IPA символ-гибрид [ᵻ] в словах, в которых может произноситься и [ɪ̈], и шва. Например, слово noted может быть записано как [ˈnəʊtᵻd].
Конечный гласный слов наподобие happy и coffee — это редуцированный неогублённый гласный переднего ряда верхнего подъёма, чаще всего записываемый символом [i], однако в некоторых диалектах (включая наиболее традиционный британский вариант) может вместо этого использоваться [ɪ]. Этот [i] раньше отождествлялся с фонемой /iː/, как в слове FLEECE.. Однако современные источники относятся к нему, как к гласному переднего ряда верхнего подъёма, не являющийся ни гласным в слове KIT, ни гласным в слове FLEECE; он встречается в ситуациях, когда разница между этими двумя гласными нейтрализована, например в безударной позиции перед другим гласным в таких словах, как react [riˈækt]. Строго говоря, следует вывод, что [i] — не фонема, а архифонема.

## Редукция огублённых гласных верхнего подъёма
В некоторых диалектах осталось такое явление как лабиализация редуцированных гласных. Звуки /uː/ и /ʊ/ могут быть редуцированы до [ʊ̈] (или эквивалентный ему [ʉ̞]), как в слове into [ˈɪntʉ̞]. Дифтонг /oʊ/ может быть редуцирован до [ɵ], как в слове widow [ˈwɪdɵ]: В Bolinger (1989) показывается разница между тремя звуками в словах a mission [əˈmɪʃən], emission [ɨˈmɪʃən], and omission [ɵˈmɪʃən].
Аналогично символу [ᵻ], о котором было сказано выше, Издательство Оксфордского университета создало символ [ᵿ] для обозначения гласной, которая может читаться и как /ʊ/, и как /ə/. Например, awful [ˈɔːfᵿl] может быть произнесено и как /ˈɔːfəl/, и как /ˈɔːfʊl/.
Огублённый гласный [u], соответствующий [i] в слове happY, обильно используется в британских работах для таких слов, как influence [ɪnfluəns] и into [ɪntu]. Фонологически, этот гласный также является архифонемой, обозначающей нейтрализацию /uː/ и /ʊ/.

## Слогообразующие согласные
Ещё одна категория звуков, используемых в безударном положении, это слогообразующие согласные. Если такой согласный есть в слове, появляется слог без гласного. В английском языке к слогообразующим относятся /l/, /m/ и /n/. Например le в cycle и bottle может быть слогообразующим /l/, m в prism может быть слогообразующим /m/, а on в prison может быть слогообразующим /n/.
Слогообразующий согласный может быть разобран и как простой согласный, и как сочетание шва и согласного. Например, слово cycle может произноситься и как /ˈsaɪkl/, и как /ˈsaɪkəl/.
Слоговой [ŋ] также может появляться в некоторых позициях, например, в слове and во фразе lock and key, произнесённой бегло.